# 张兆民
张兆民（1962年3月—），福建邵武人，汉族，中华人民共和国地方政府官员、第十二届全国人民代表大会福建地区代表。

## 经历
1979年9月至1981年8月，在福建省南平师范专科学校物理专业学习。毕业后，在福建省建阳技工学校任教师、副校长。1984年12月，加入中国共产党。1985年2月至1989年8月，任共青团建阳县委副书记。期间，在福建省委党校党政专业学习。1989年8月起，在建阳县莒口乡任职。1993年4月起，历任中共福建省建阳县委常委、莒口镇党委书记，建阳县副县长，中共建阳县(市)委常委、副县(市)长。1995年9月至1996年09月，在英国舍菲尔德大学工商管理专业学习。1997年3月起，历任中共福建省建阳市委副书记、南平市政府市长助理（正处级），兼任市工业发展办公室主任、市国有资产投资经营有限公司董事长。
2001年4月至2005年6月，任南平市政府副市长，期间挂职国家发改委法规司副司长。2005年6月起，历任中共福建省南平市委常委、副市长，市政府党组副书记、常务副市长。2011年8月起，历任中共龙岩市委副书记、教工委书记(兼)、党校校长(兼)，龙岩市人民政府市长。2013年，福建省交通运输厅党组书记、厅长。2015年，参与台车入闽，单方面为台湾车辆在大陆行驶提供便利。张兆民表示，“未来也可能考虑在厦门等地方实施”。
2015年12月，张兆民任平潭综合实验区党工委书记，自贸区平潭片区管委会主任。2016年6月，兼中共平潭县委书记。2017年3月5日，第十二届全国人民代表大会福建团开放日采访中，张兆民表示平潭方面在行政上，對台胞「高看一等，厚愛一籌，宁可我们没有，也要台胞优先」。除中央、省里及平潭三级政府给予台湾籍创业者一系列税收、通关、人才、投资、贸易等的优惠政策外，平潭方面亦对台胞“在读书、就业、生活等方方面面给予了特别关爱、一路绿灯”。
2017年7月，张兆民兼省人大常委会平潭综合实验区工委主任。2018年1月，当选福建省政协副主席。